# Sornpichai Kratingdaenggym
Sornpichai Kratingdaenggym est un boxeur thaïlandais né le 21 avril 1974 à Kamphaeng Phet.

## Carrière
Passé professionnel en 1995, il devient champion du monde des poids mouches WBA le 3 septembre 1999 en battant Leo Gamez par KO à la 8e reprise, titre qu'il conserve le 25 février 2000 en battant Gilberto Gonzalez avant de s'incliner aux points face à Eric Morel le 5 août 2000. Il met un terme à sa carrière de boxeur en 2004 sur un bilan de 30 victoires, 4 défaites et 1 match nul.